# Troen & Ingen
Troen & Ingen er debutalbummet fra den danske sanger og sangskriver Søren Huss, der blev udgivet den 18. oktober 2010. Albummet er Huss' første soloalbum efter tre albumudgivelser med rockbandet Saybia, og udkommer tre år efter hans kæreste omkom i en højresvingsulykke. Om albummet har Huss forklaret, "Pladen er på mange måder et kvantespring for mig. Dels synger jeg om det værste, et menneske kan opleve og noget meget privat. Dels synger jeg for første gang mine egne tekster på dansk. Men begge dele er en stor befrielse for mig." Forud for udgivelsen udkom førstesinglen, "Et hav af udstrakte hænder" den 23. august 2010.
Albummet modtog positive anmeldelser. Den 29. oktober 2010 debuterede albummet som nummer ét på den danske album-hitliste. I marts 2011 modtog albummet platin for 20.000 solgte eksemplarer.

## Spor
- Alle sange er skrevet og arrangeret af Søren Huss.

| #   | Titel                         | Længde |
| --- | ----------------------------- | ------ |
| 1.  | "Som mejslet i massiv granit" | 3:59   |
| 2.  | "Velkommen hjem"              | 4:09   |
| 3.  | "Du er"                       | 3:35   |
| 4.  | "Fra tanke til..."            | 3:43   |
| 5.  | "... Hvorfor?"                | 3:49   |
| 6.  | "Svigt"                       | 4:22   |
| 7.  | "Jeg finder vej"              | 3:57   |
| 8.  | "Intet er, intet bli'r"       | 3:44   |
| 9.  | "Et hav af udstrakte hænder"  | 4:18   |
| 10. | "Troen og ingen"              | 3:33   |
| 11. | "Tak for dansen"              | 4:54   |

## Personel
- Søren Huss – vokal, akustisk guitar, elektrisk guitar, klaver, harmonium, flygelhorn, strygerarrangement, producer, indspilning og mix
- Christoffer Møller – klaver, synthesizer, mundharpe, harmonium, klokkespil, kirkeorgel, strygerarrangement, producer og indspilning
- Jeppe Kjellberg – elektrisk guitar, akustisk guitar, dobro, mandolin og banjo
- Morten Jørgensen – bas og kontrabas
- Jesper Elnegaard – trommer og percussion
- Tobias Durholm – violin
- Anna Zelianodjevo – violin
- Rafael Altino – bratsch
- Ingemar Brantelid – cello
- Søren Mikkelsen – indspilning og mix
- Björn Engelman – mastering
- Jess Jensen – artwork
- Anton Corbijn – fotografi

## Hitliste
| Hitliste (2010)        | Højeste placering |
| ---------------------- | ----------------- |
| Danmark (Album Top-40) | 1                 |